# Stenotothorax oriens
Stenotothorax oriens är en skalbaggsart som beskrevs av Gordon och Paul E.Skelley 2007. Stenotothorax oriens ingår i släktet Stenotothorax och familjen Aphodiidae. Inga underarter finns listade i Catalogue of Life.